# 西伊峰
79°5′S 157°30′E / 79.083°S 157.500°E
西伊峰（英語：Seay Peak）是南極洲的山峰，位於奧次地，屬於庫克山脈中芬格嶺的一部分，海拔高度1,805米，美國地質調查局根據測量和該國海軍的空中照片繪入地圖，現時由南極條約體系管理。